# Жоао Силва
Жоао Силва (на португалски: João Pedro Pereira Silva) е португалски футболист, от 31 август 2013 г. състезател на италианския АС Бари.

## Кариера
Започва кариерата си в Авеш, като дебютира в мъжкия отбор през 2009. Силва става един от най-важните играчи на втородивизионния тим и става втори голмайстор на лигата. На 9 юни 2010 подписва договор за 3 години с Евертън. Играчът не успява да се пребори в конкуренцията в Англия и играе само в дублиращите формации. През 2011 е взет под наем от Униао Лейрия. През май 2011, в последния си мач за Лейрия, вкарва 2 гола на Бенфика. В началото на сезон 2011/12 играе под наем за Витория Сетубал, но през януари 2012 е върнат от Евертън. На 10 юли подписва договор с Левски. Портуалецът започва сезона като резерва на Базил де Карвальо и получава много малко шанс за изява. В дербито с ЦСКА прави пропуск на празна врата, но в следващия мач с Локомотив Пловдив започва като титуляр и вкарва първият си гол. Преди това е вкарал само в контрола за Левски. През декември 2012 вкарва 2 гола на Славия и е избран за играч на последния 15-и кръг от есенния дял на първенството. В следващите срещи е резерва на Базил де Карвальо, а в някои мачове играе и като атакуващ халф. На 27 април 2013 вкарва победният гол в добавеното време на дербито с ЦСКА, а „сините“ побеждават с 2-1, като това е пето негово попадение в А група от дебюта му насам. След мача за втори път през сезона е определен за играч на кръга. На 15 май 2013 г. във финала за купата на България Жоао Силва влиза като резерва в 75-ата минута, а Левски вече губи 3:1 в 80-ата минута! Жоао Силва вкарва гол в 84-тата минута и прави асистенция за гола в 88 минута и мачът влиза в продължения.